# サラブレッド・マーチ
サラブレッド・マーチ（英:Thoroughbred March）とは、日本の中央競馬に於いてかつて使用されていた楽曲の一つである。

## 概要
元来は1969年に開催された第8回アジア競馬会議向けに日本人である渡辺岳夫の手により製作された楽曲である。しかしながらその曲の素晴らしさを惜しんだ日本中央競馬会の関係者の尽力により、重賞競走の本馬場入場での行進曲として使用されるようになった。
使用開始当時は中央競馬全10（当時休止中の横浜と宮崎は除く。いずれも1991年に廃止）の競馬場での全重賞競走で使用され、アラブ系競走馬の重賞競走（セイユウ記念やタマツバキ記念）でも使用されたが、1987年11月で4大競馬場（東京・中山・京都・阪神）でのオリジナル版の使用は終了した。
地方競馬でも、開始時期は不明ながら高崎競馬場でオリジナル版が使用されていた（2004年閉鎖まで使用）。
1987年12月に4大競馬場（東京・中山・京都・阪神）のファンファーレや本馬場への入場曲が刷新された際、以前より使用されていてファンに親しまれていたこの曲は、西日本と北海道の競馬場で行われる特別競走（重賞競走ではない）の本馬場入場の際の入場行進曲として残されることになり、新たに鷺巣詩郎の編曲により録音し直したうえで同年12月から使用された。この再録音曲の初披露は第1回国際騎手招待競走の開催された週であった。
なお、中京・小倉・札幌・函館の4競馬場では少し遅れて1988年6月の夏競馬開催初日より、新ファンファーレと同時にこの曲の使用も開始された（中京・小倉は1988年春開催時は旧本馬場入場曲と旧ファンファーレのままだったため、暫定的にオリジナル版の使用が継続されていた）。なお、福島・新潟・中山・東京ではこの再録音曲は使用されていない。
この曲は2007年12月まで使用されたが、2008年1月に本馬場入場曲が刷新され、使用されなくなった。しかし同年の第32回アジア競馬会議が23年ぶりに東京で開催されことで、JRAは11月9日を「アジア競馬会議デー」とし、東京競馬第10競走を「アジア競馬会議記念」として開催した際に、オリジナル版のこの曲を、同競走に限り、特別に復活させた。
その後2012年9月1日・2日の札幌競馬場で2日間限定ながら再録音曲が特別競走の本馬場入場に使用され、また2019年4月6日・7日・13日・14日の4日間限定で阪神競馬場の特別競走に復活使用された。2024年はJRA70周年競走の当日に記念行事に伴い関西主場と北海道で使用された。

## この楽曲が使用されていた競馬場と競走種別
- 1969年 - 1987年11月：オリジナル版。全競馬場の重賞競走。
- 1987年12月 - 2007年12月：再録音版。札幌競馬場、函館競馬場、中京競馬場、京都競馬場、阪神競馬場、小倉競馬場の特別競走（レース数は概ね2 - 4レース/日、ワールドスーパージョッキーズシリーズも含む）[3]。
- 時期不明 - 競馬場廃止：高崎競馬場（オリジナル版）

## 作成者
- 作曲：渡辺岳夫
- 編曲：オリジナル版・小谷充　再録音版・鷺巣詩郎
  - オリジナル版は、CD『One Man's Music 〜作曲家・渡辺岳夫の世界〜[ドラマ編]』（KICS-1546/7）に収録されている。

## エピソード
- 関西テレビの競馬実況アナウンサーであった杉本清は、とりわけ八大競走、特に関西テレビでの放送であった桜花賞、天皇賞・春、菊花賞において、本馬場入場時に流れる当曲に沿って「ダービーの無念を菊で晴らせ!」や「晴れの舞台に悔いを残すな!」などと言った短フレーズや、「内からグリーングラス、内からグリーングラス、あのシーンが甦って参ります」など、レースに出走する競走馬や騎手、馬主に関する内容を交えたセリフを必ず添えて出走馬を一頭ずつ紹介していた[4]が、重賞競走において当曲が使用されなくなると、ただ馬名と馬体重、騎手名を言うだけとなった。